# Летние Олимпийские игры 1904
III летние Олимпийские игры (англ. 1904 Summer Olympics, фр. Jeux Olympiques d'été de 1904, официально называются Игры III Олимпиады) прошли в Сент-Луисе (США) с 1 июля по 23 ноября 1904 года. Игры, как и прошлые соревнования в Париже, были приурочены к Всемирной выставке. Они прошли более скромно по сравнению с предыдущими, так как многие спортсмены Европы не смогли позволить себе приехать. 651 участник, включая 6 женщин, представлял команды 12 стран в соревнованиях за 94 комплекта медалей в 18 видах спорта.

## Выбор города
Ещё в 1896 году президент Международного олимпийского комитета Пьер де Кубертен в статье журнала «The Century Magazine» написал, что Олимпийские игры 1904 года могут быть проведены в Нью-Йорке, в Берлине или в Стокгольме, однако он указал, что это неокончательное решение.
Вскоре после проведения летних Олимпийских игр 1900 в Париже вопрос о проведении следующих соревнований стал вновь серьёзно обсуждаться. По замыслу Кубертена, после Греции и Франции Олимпиаду лучше всего провести в США. В качестве кандидатов рассматривались пять городов: Буффало, Нью-Йорк, Сент-Луис, Филадельфия и Чикаго. Филадельфия была вскоре вычеркнута из списка, так как там лучше всего была развита легкоатлетическая инфраструктура, но для проведения соревнования по прочим видам спорта не подходила.
После некоторых раздумий, Кубертен объявил 11 ноября 1900 года, что Игры будут проведены в Нью-Йорке или в Чикаго. 1 мая 1901 года официальную заявку на организацию соревнования подписали 13 видных жителей Чикаго. На четвёртой сессии МОК 21-23 мая основным кандидатом был Чикаго, но не исключались Буффало и Сент-Луис. Против двух последних городов выступил президент «Легкоатлетического любительского союза» (англ. Amateur Athletic Union), влиятельной спортивной организации США, Джеймс Салливан, который считал единственным кандидатом Чикаго. В конце концов, 22 мая 1901 года, он и был выбран столицей Олимпиады 1904.
Вскоре стало известно, что Всемирная выставка, которая должна была пройти в Сент-Луисе в 1903 году, переносится на один год. Дирекция выставки объявила, что намерена провести собственные спортивные соревнования под эгидой «Легкоатлетического любительского союза», и они бы могли затмить Олимпийские игры по массовости. Чикагскому Олимпийскому комитету даже было предложено провести Игры в Сент-Луисе, но он ответил, что судьбу соревнований должен будет решить МОК. В конце концов, 10 февраля 1903 года Кубертен объявил, что III летние Олимпийские игры будут перенесены в Сент-Луис и приурочены ко Всемирной выставке.

## Организация Игр

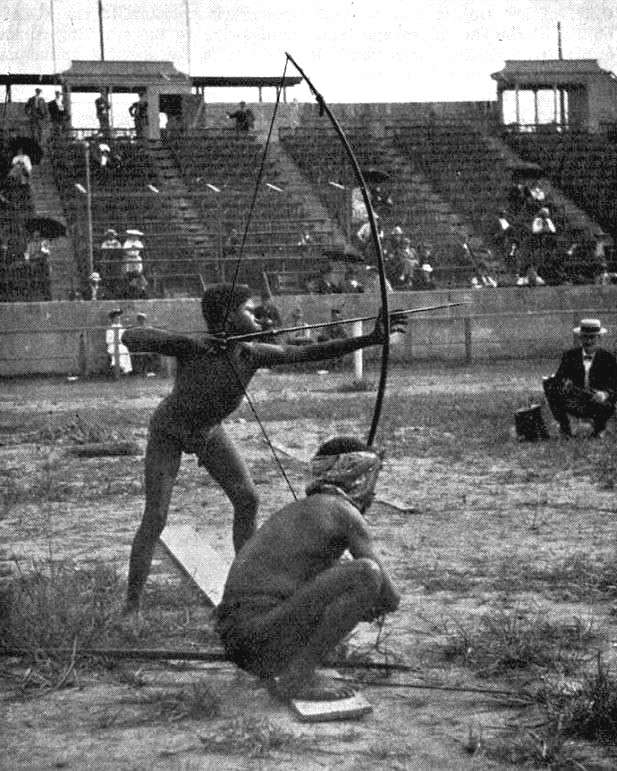
Пигмей стреляет из лука во время Антропологических дней

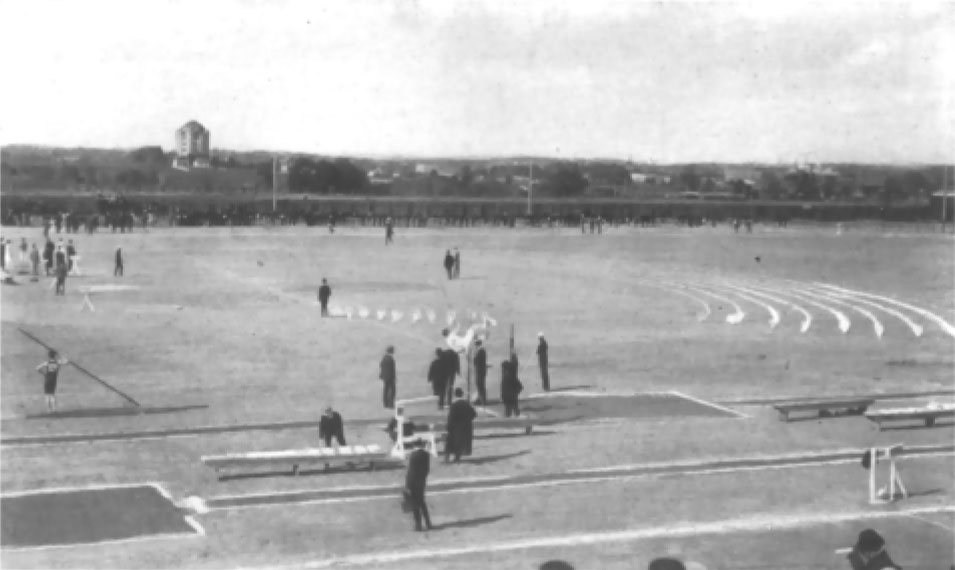
Стадион Фрэнсис Филд, на котором прошли большинство соревнований

Организаторы Игр повторили все ошибки летних Олимпийских игр 1900 в Париже. Из-за привязанности ко Всемирной выставке, они были отодвинуты на второй план другими событиями. Олимпиада растянулась почти на пять месяцев, многие соревнования проходили под управлением различных профессиональных организаций, но несмотря на это, им всем давался титул Олимпийских дисциплин. Из-за дороговизны поездки и из-за развязавшейся Русско-японской войны, многие спортсмены из Европы, Азии и Австралии не приехали, и в них участвовали только 52 человека не из Америки, а сразу в десяти видах спорта соревновались только представители Канады или США. Местная пресса, ведомая президентом «Легкоатлетического любительского союза» Джеймсом Салливаном, писала в основном только про лёгкую атлетику, почти не уделяя внимания другим видам спорта. Большинство соревнований прошло на площадках Университета Вашингтона.
12 и 13 августа прошли «Антропологические дни» (их провели организаторы выставки), которые устраивались для эскимосов, филиппинцев, индейцев, чтобы сравнить их спортивные умения с представителями европеоидной расы. Они соревновались в беге, прыжках в высоту, стрельбе из лука и метании копья. Победителям вручался американский флаг вместо золотых медалей..
После проведения Игр, Кубертен объявил о том, что Олимпийские игры больше не будут проходить одновременно с какими-либо другими крупными международным мероприятиями, но летняя Олимпиада 1908 в Лондоне прошла одновременно с Франко-Британской выставкой.

## Церемонии открытия и закрытия Олимпиады

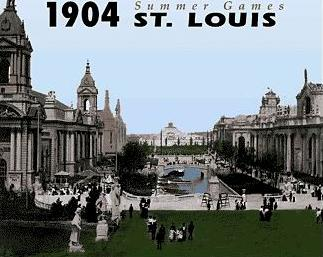
Церемония открытия Олимпиады в Сент-Луисе

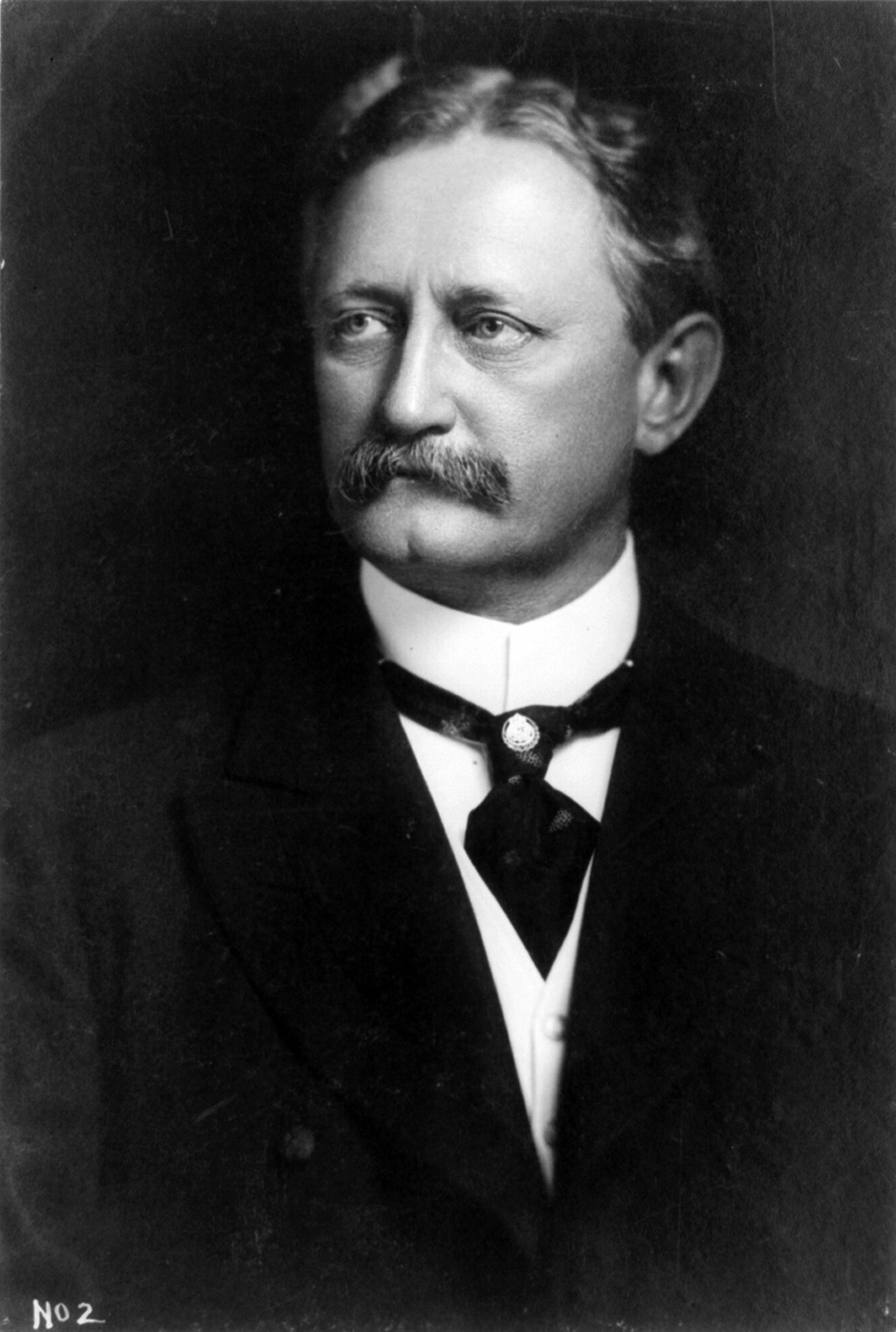
Дэвид Фрэнсис

В отличие от предыдущих Игр, на этих прошла официальная церемония открытия, хоть и приуроченная к открытию Выставки. Она состоялась 1 июля. На центральной площади Сент-Луиса, в тёплую и солнечную погоду, в присутствии трёх тысяч зрителей и различных официальных лиц, Дэвид Фрэнсис, занимавший пост директора Всемирной выставки, произнёс речь, в которой объявил «III Олимпийские игры открытыми».
Церемонии закрытия не было, и поэтому последним днём Игр считается 23 ноября, когда были проведены последние спортивные соревнования (матч по футболу между двумя американскими командами).

## Календарь Игр
| Спорт                 | Даты                                    |
| --------------------- | --------------------------------------- |
| Академическая гребля  | 30 июля                                 |
| Бокс                  | 21, 22 сентября                         |
| Борьба                | 14, 15 октября                          |
| Велоспорт             | 2-5 августа                             |
| Гольф                 | 17-24 сентября                          |
| Лакросс               | 2-7 июля                                |
| Лёгкая атлетика       | 4 июля, 3, 28-31 августа, 1, 3 сентября |
| Перетягивание каната  | 31 августа, 1 сентября                  |
| Плавание              | 5-7 сентября                            |
| Прыжки в воду         | 5, 7 сентября                           |
| Рокки                 | неизвестно                              |
| Спортивная гимнастика | 1, 2 июля, 28 октября                   |
| Стрельба из лука      | 19-21 сентября                          |
| Теннис                | 29 августа-5 сентября                   |
| Тяжёлая атлетика      | 1-3 сентября                            |
| Фехтование            | 7, 8 сентября                           |
| Футбол                | 16-23 ноября                            |

## Соревнования
На Играх проходили соревнования в 18 видах спорта (в скобках указано количество медалей):
- Академическая гребля (5)
- Бокс (7)
- Борьба (7)
- Велоспорт (7)
- Водное поло (1)
- Гольф (2)
- Лякросс (1)
- Лёгкая атлетика (25)
- Перетягивание каната (1)
- Плавание (9)
- Прыжки в воду (2)
- Роке (1)
- Спортивная гимнастика (11)
- Стрельба из лука (6)
- Теннис (2)
- Тяжёлая атлетика (2)
- Фехтование (5)
- Футбол (1)

Соревнования по баскетболу и водному поло являлись демонстрационными состязаниями.
На Играх спортсмены соревновались в восемнадцати дисциплинах — академическая гребля, бокс, борьба, велоспорт, водное поло, гольф, лакросс, лёгкая атлетика, перетягивание каната, плавание, прыжки в воду, рокки, спортивная гимнастика, стрельба из лука, теннис, тяжёлая атлетика, фехтование и футбол. По сравнению с предыдущими Играми, были отменены баскская пелота, крикет, крокет, парусный спорт, поло и стрельба. После перерыва, статус Олимпийских видов спорта получили борьба и тяжёлая атлетика. Соревнования по боксу, лакроссу, прыжкам в воду и рокки стали впервые проводиться на Играх.

### Академическая гребля
Все соревнования по академической гребле прошли 30 июля. По сравнению с прошлыми Играми произошли изменения в программе — двойки и четвёрки соревновались без рулевых, и впервые состязались парные двойки.
В соревнованиях участвовали всего 44 человек. В каждом классе участвовали две-четыре команды. Все медали выиграли американские гребцы, кроме серебряных медалей среди восьмёрок, которую получил канадский экипаж.

### Баскетбол
Соревнования по баскетболу являлись демонстрационными и официальные награды в этом виде спорта не разыгрывались. Прошли четыре турнира. Среди любительских команд лучшей стала команда Буффало, среди колледжей — сборная города Хайрэм (Огайо), а у высших и начальных школ первенствовали баскетболисты Нью-Йорка.

### Бокс
Соревнования по боксу стали впервые проходить на Олимпийских играх, и эти состязания прошли 21 и 22 сентября. Участвовали только 18 американских боксёров. Дисциплины различались по весовым категориям, но это правило не всегда соблюдалось, и многие участвовали сразу в нескольких турнирах. Чарльз Майер, Гарри Спэнджер и Джордж Финнигэн смогли одновременно выиграть одну золотую и одну серебряные медали, а Оливер Кирк стал единственным в истории Игр двукратным чемпионом сразу за одну Олимпиаду.

### Борьба

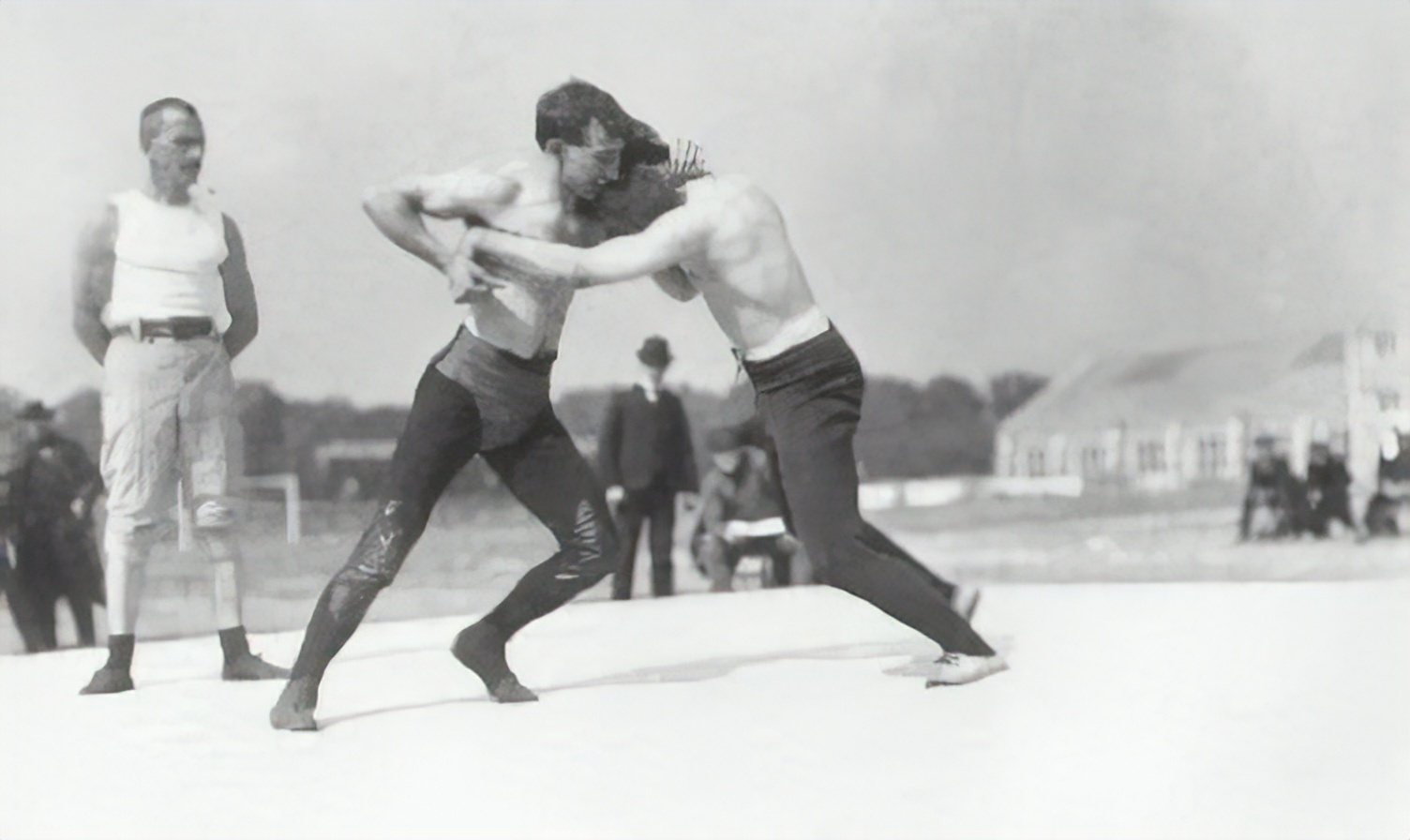
Одна из встреч по борьбе

Соревнования по борьбе прошли 14 и 15 октября. Участвовали только американские борцы, которые соревновались вольным стилем (а не греко-римским, как раньше) в семи весовых категориях, впервые введённых в этом виде спорта. Как и в состязаниях по боксу, некоторые спортсмены участвовали сразу в нескольких турнирах.

### Велоспорт

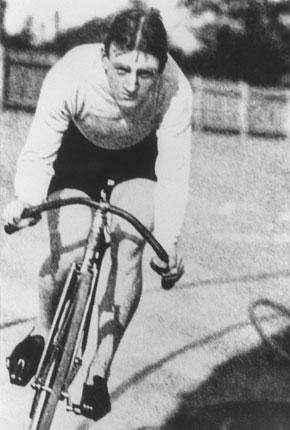
Маркус Харли во время одного из заездов

Соревнования по велоспорту прошли со 2 по 5 августа. Только на этих соревнованиях все дистанции измерялись в милях, и проходили гонки на четверть, треть, половину и одну целую мили, а также на 2, 5 и 25 миль. Участвовали всего 32 велогонщика (из них имена четырнадцати неизвестны), и они все были представителями США.
Лучшими спортсменами стали Маркус Харли, победитель четырёх спринтерских гонок и бронзовый призёр заезда на 2 мили, Бартон Даунинг, обладатель шести медалей (двух золотых, трёх серебряных и одной бронзовой), и Тедди Биллингтон, занявший один раз второе место и три раза третье.

### Водное поло

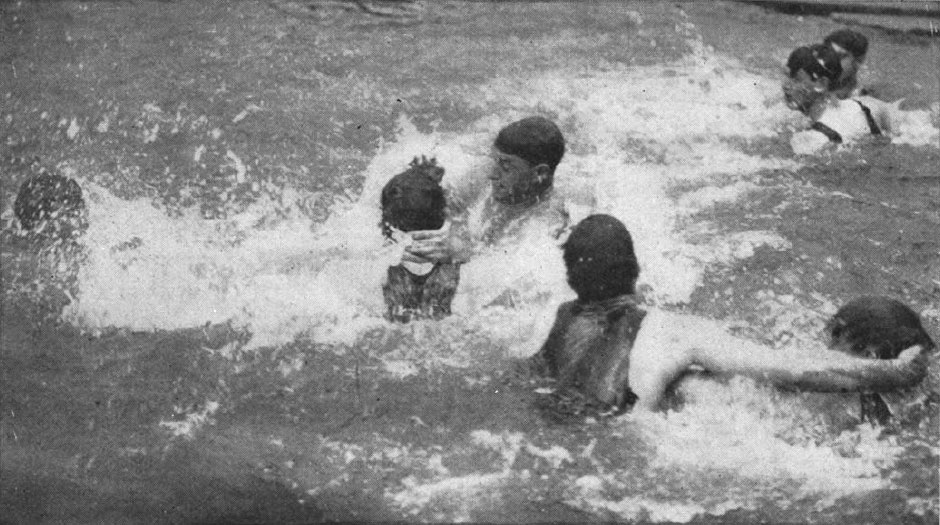
Один из матчей по водному поло

В соревнованиях по водному поло являлись показательными и считаются неофициальными. Участвовали только три американские команды — из Нью-Йорка, Сент-Луиса и Чикаго, которые соревновались в мужском турнире. Лучшими стали ватерполисты Нью-Йорка, второе место заняли чикагские спортсмены, а третье представители принимающего города. Однако в 2021 году МОК признала соревнования по водному поло официальным спортивным мероприятием летних Олимпийский игр 1904 года.

### Гольф

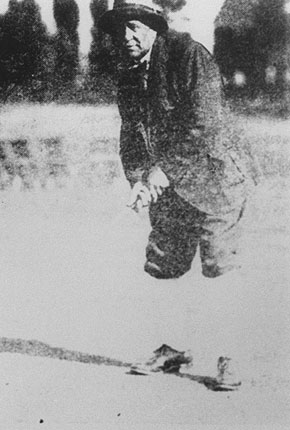
Джордж Лайон во время соревнований

Соревнования по гольфу проходили во второй раз на Олимпийских играх. Женщины, по сравнению с прошлыми соревнованиями, потеряли право участвовать в состязаниях, но вместо этого был проведён турнир среди мужских команд. Соревнования проходили с 17 по 24 сентября.
Сначала прошёл командный турнир. Спортсмены трёх американских команд, которые были представителями различных организаций любителей гольфа, соревновались индивидуально, и затем их результаты складывались. Лучшей стала команда Западной ассоциации гольфа.
В одиночных состязаниях участвовали 74 спортсмена — трое были Канады, а все остальные из США. После квалификации, в которой были отобраны 32 лучших гольфиста, был устроен плей-офф. В итоге лучшим стал канадец Джордж Лайон, американец Чендлер Игэн стал серебряным призёром, а его соотечественники Барт Мак-Кини и Фрэнсис Ньютон получили бронзовые награды.

### Лакросс

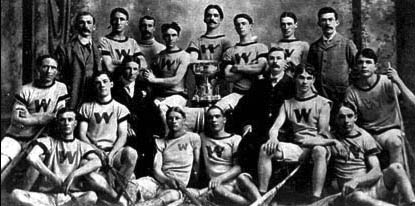
Канадская сборная по лакроссу, ставшая чемпионкой Игр

Соревнования по лакроссу прошли со 2 по 7 июля. В этой национальной канадской игре соревновались две команды из этой страны, причём одна из них состояла из индейцев могавков, и одна американская сборная. Победитель был определён в двух матчах — могавки стали бронзовыми призёрами, американцы серебряными, а другая сборная Канады стала победительницей турнира.

### Лёгкая атлетика
Соревнования по лёгкой атлетике проходили в разное время с июля по август. Медали разыгрывались в 25 дисциплинах, на две больше чем раньше. Впервые проводились соревнования по десятиборью. Также спортсмены впервые соревновались в командном беге на 4 мили, троеборьи и метании веса в 56 фунтов (25 кг), но эти состязания были вскоре отменены. Большинство медалей (68 из 74) выиграли спортсмены США, упустив только по два вида наград в каждой категории.

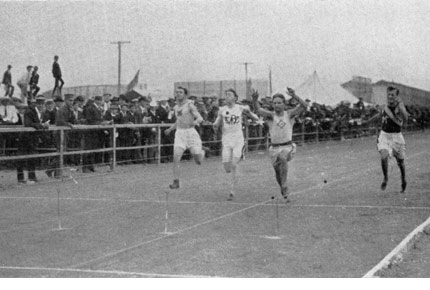
Финиш финального забега на 60 м

Программа спринтерских соревнований не отличалась от прошлых Игр, и в ней были проведены семь забегов. Арчи Хан и Гарри Хиллман выиграли по три забега, а Фредерик Скьюл стал лучшим в беге на 110 м с барьерами.
В беге на средние и дальние дистанции список соревнований слегка изменился. Дистанция в командном забеге увеличилась до пяти миль, а гонка с препятствиями проводилась только одна и на расстояние 2590 м Джим Лайтбоди стал трёхкратным чемпионом и серебряным призёром в этих дисциплинах. Марафонским чемпионом стал Томас Хикс, хотя он пришёл к финишу вторым после Фредерика Лорза, последний был дисквалифицирован, так как проехал часть дистанции на автомобиле.

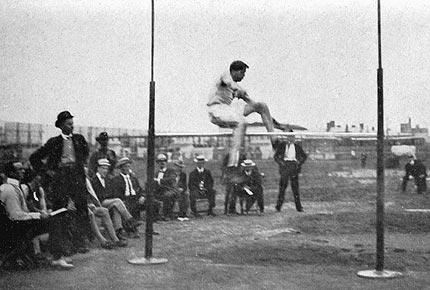
Рей Юри во время прыжков в высоту с места

В прыжковых дисциплинах всё прошло без изменений, и были разыграны семь комплектов наград. Майер Принштайн защитил свой титул в тройном прыжке, а также выиграл соревнование по прыжку в длину. Рей Юри снова стал трёхкратным чемпионом Игр в трёх прыжках с места.

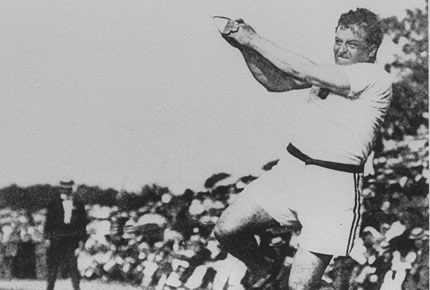
Джон Флэнаган на Играх

В метании прошло одно дополнительное соревнование — метание веса в 56 фунтов. Его выиграл канадец Этьен Демарто. В метании молота своё звание чемпиона защитил Джон Флэнаган, а в толкании ядра и метании диска свои первые титулы получили Ральф Роуз и Мартин Шеридан соответственно.
Многоборья впервые прошли на Олимпийских играх, и включали в себя две дисциплины — десятиборье и троеборье. Десятиборье на Играх несколько отличалось от современного — вместо диска метали молот, вместо копья — вес в 56 фунтов, и вместо бега на 400 м прошла ходьба на 880 м. Победителем стал британец Том Кили, а американцы Адам Ганн и Тракстон Хейр заняли вторую и третью позиции. Троеборье включало в себя прыжок в длину, толкание ядра и бег на 100 ярдов. В нём соревновались сразу 118 спортсменов. Чемпионом стал Макс Эммерих, серебряным призёром Джон Грайеб, а бронзовым Уильям Мерц.

### Перетягивание каната

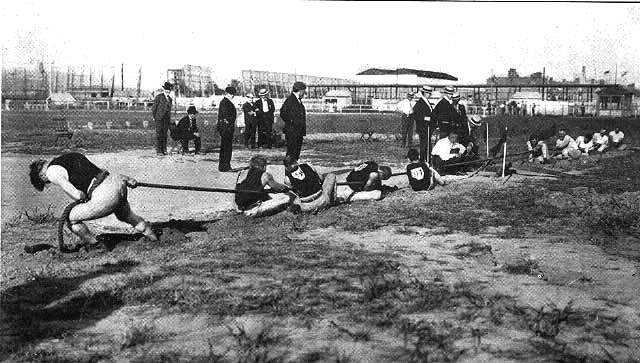
Одна из встреч по перетягиванию каната

Соревнования по перетягиванию каната прошли 31 августа и 1 сентября. В них приняло участие шесть команд по пять человек — одна из Греции, четыре из США и одна из Южной Африки.
Из четвертьфинала сразу выбыли неамериканские команды. Победители полуфиналов соревновались в финальной встрече, и чемпионами стали спортсмены из Милуоки. Проигравшая команда из Нью-Йорка должна была провести ещё один матч чтобы выиграть серебряные награды, но не явилась на соревнование, и заняла четвёртое место. Вторую и третью позиции заняли атлеты из Сент-Луиса.

### Плавание

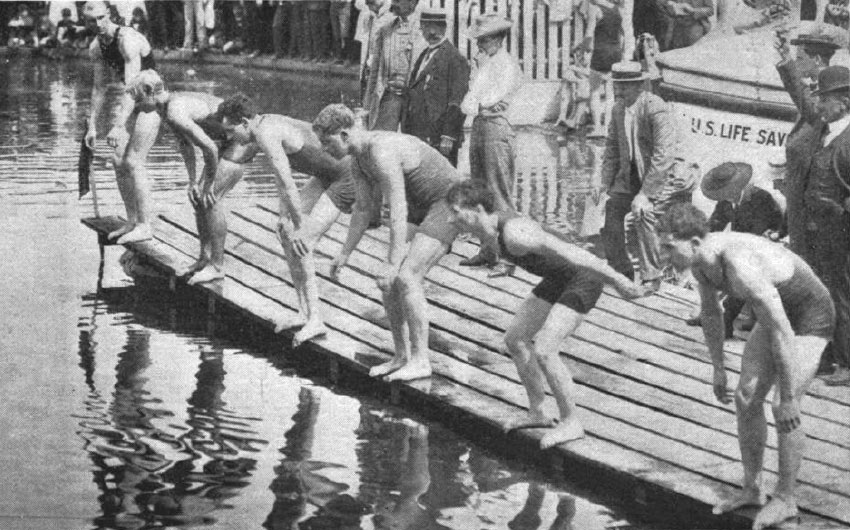
Начало заплыва на 100 ярдов вольным стилем

Соревнования по плаванию прошли с 5 по 7 сентября. Расстояния измерялись в ярдах и милях, однако МОК не выделяет их в отдельные уникальные заплывы, а даёт им эквивалент в метрической системе. Впервые прошли гонки на 50 м (50 ярдов), 400 м (440 ярдов), 1500 м (1 миля) вольным стилем и 100 м (100 ярдов) на спине. 880 ярдов вольным стилем, 400 м брассом и эстафета 4×50 вольным стилем также были включены в программу соревнований, но на следующих Играх были отменены.
Лучшим пловцом стал американец Чарльз Дэниельс. Он стал чемпионом в трёх дисциплинах, а также серебряным и бронзовым призёром. Венгр Золтан Халмаи и немец Эмиль Рауш стали единственными двукратными победителями из Европы.

### Прыжки в воду
Соревнования по прыжкам в воду впервые стали проводиться на Олимпийских играх. Две дисциплины были проведены вместе со всеми плавательными состязаниями 5 и 7 сентября. Всего участвовали десять человек.
В прыжке с вышки лучшим стал американец Джордж Шелдон. Серебряную медаль получил немец Георг Гоффман. Третье место разделили между собой представители обеих стран Фрэнк Кехоу и Альфред Брауншвайгер. В прыжке на дальность («планжинг»), соревнования по которому проходили в первый и последний раз, спортсмены должны были прыгнуть с определённой высоты в воду, затем оставаться неподвижными одну минуту, после чего проводились измерения. С результатом 19,05 м победил американец Уильям Дики, а остальные места подиума заняли его соотечественники Эдгар Адамс и Лео Гудвин.

### Рокки

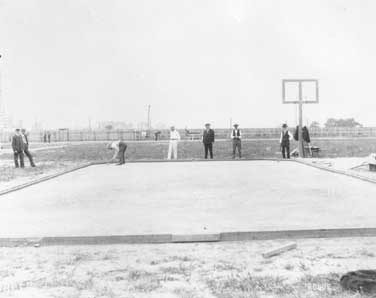
Соревнования по рокки на Играх

Соревнование по рокки, американской разновидности крокета, прошли на Олимпийских играх первый и последний раз. Участвовали четыре американца. Лучшим стал Чарльз Джекобс, выигравший золотую медаль, второе место занял Смит Стритер, ставший серебряным призёром, а на третьей позиции остановился Чарльз Браун, получивший бронзовую награду.

### Стрельба из лука
Соревнования по стрельбе из лука прошли с 19 по 21 сентября. Соревнования проходили не по французским классам стрельбы, как на предыдущих Играх, а по американским. Все спортсмены, участвовавшие на соревнованиях были представителями США. Также, женщины впервые были допущены к соревнованиям по этому виду спорта, и шесть спортсменок разыграли три комплекта медалей.
Мужчины соревновались в двойном йоркском и двойном американском кругах. Женскими дисциплинами были двойной национальный и двойной колумбийский круги. Также, прошли командные дисциплины для обоих полов. Лучшим спортсменов среди мужчин стал Джордж Брайнт, выигравший два индивидуальных соревнования и одну бронзовую медаль в составе своей команды. Среди женщин лучшей спортсменкой стала Матильда Хауэлл, выигравшая все свои состязания.

### Спортивная гимнастика

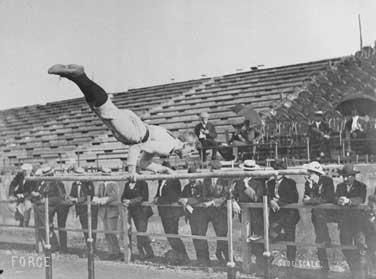
Упражнения на брусьях

Соревнования по гимнастике прошли в два этапа — сначала были проведены различные многоборья 1 и 2 июля, а затем, 28 октября, соревнования по отдельным дисциплинам.
Вначале прошли индивидуальное первенство, командное первенство, первенство на 7 и 9 снарядах. В некоторых участвовало больше 100 спортсменов. Во втором этапе спортсмены соревновались на брусьях, перекладинах, кольцах, коне, в опорном прыжке, упражнениях с булавами и лазании по канату. Лучшими спортсменами стали Антон Хейда, ставший первым пятикратным Олимпийским чемпионом в истории, и Джордж Эйсер, трёхкратный чемпион и трижды призёр, причём он был инвалидом и вместо левой ноги имел деревянный протез.

### Теннис
Соревнования по теннису прошли в разное время с 29 августа по 5 сентября. Женщины не были допущены к соревнованиям, и были разыграны медали только в мужском одиночном и парном разрядах. Четыре спортсмена стали двукратными медалистами Игр — Билс Райт, выигравший оба турнира, Эдгар Леонард, чемпион в парной дисциплине и обладатель индивидуальной бронзовой награды, Роберт Лерой, дважды серебряный призёр, и миллионер Альфонсо Белл, обладатель «серебра» и «бронзы».

### Тяжёлая атлетика

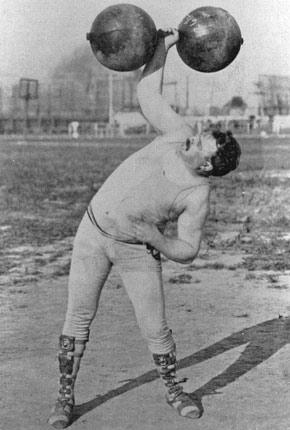
Фредерик Уинтерс во время многоборья

Соревнования по тяжёлой атлетике прошли с 1 по 3 сентября. По сравнению с летними Олимпийскими Играми 1896, толчок одной рукой был заменён многоборьем на гантелях. Толчок двумя руками сохранился в программе.
В многоборье участвовали только три американца. Они десять раз поднимали разный вес и набирали очки за лучший результат в каждой попытке. Лучшим стал Оскар Остхоф, вслед за ним на подиуме расположились Фредерик Уинтерс и Фрэнк Канглер. В толчке двумя руками чемпионом стал грек Периклес Какусис, а серебряную и бронзовую награду получили Остхоф и Канглер соответственно.

### Фехтование
Соревнования по фехтованию прошли 7 и 8 сентября. Впервые прошли командные соревнования (команды состязались на рапирах) и не допускались профессионалы. Также, в отдельную дисциплину вынесли борьбу на палках, которая проводилась на Играх первый и последний раз.
Лучшими фехтовальщиками были кубинцы — Рамон Фонст стал трижды чемпионом, а Альбертсон Ван Зо Пост получил две золотые, две серебряные и одну бронзовую медали.

### Футбол
Соревнования по футболу закрывали Олимпийские игры и проходили с 16 по 23 ноября. Соревновались две американские и одна канадская команды. По регламенту, сборные должны были провести друг с другом по одному матчу, правда из-за нулевой ничьей между командами США они провели ещё матч. Победителем турнира стала сборная Канады, а США выиграли серебряные и бронзовые награды.

## Страны-участницы

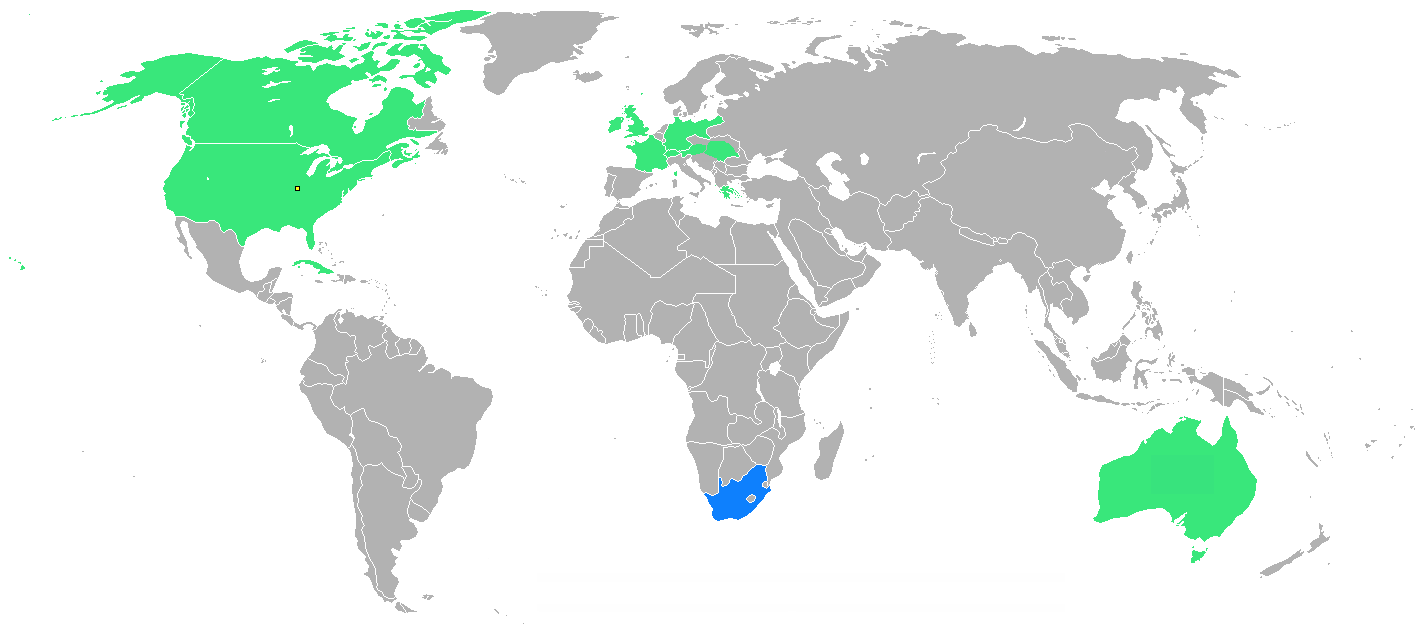
Страны, участвовавшие в Играх. Зелёным показаны страны, уже участвовавшие, синим — принимающие участие первый раз. Жёлтая точка — город Сент-Луис

На этих Играх, согласно МОК, участвовало 12 стран. Единственной страной, приехавшей впервые, была Южная Африка. Однако по сравнению с прошлыми Играми, 13 стран не стали принимать участие — Аргентина, Бельгия, Богемия, Дания, Индия, Испания, Италия, Мексика, Нидерланды, Норвегия, Россия, Румыния и Швеция. 

Для стран, где количество спортсменов известно точно, оно указано
| - Австралия (3) - Австрия (1) - Великобритания (3) - Венгрия (4) - Германия - Греция | - Канада - Куба (3) - США - Франция (1) - Швейцария (1) - Южная Африка (8) |

## Медальный зачёт

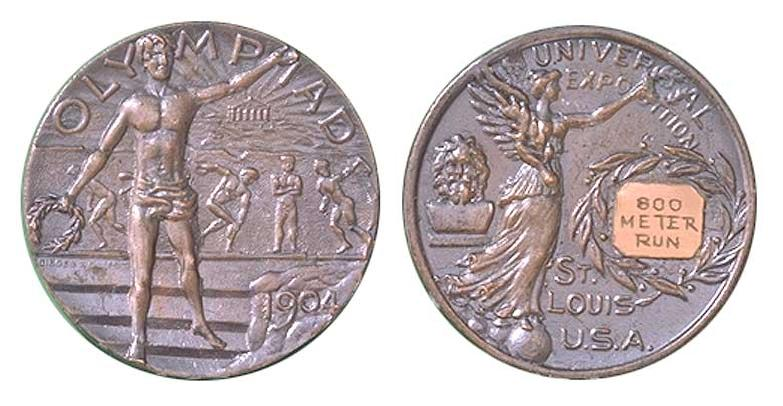
Серебряная медаль за бег на 800 м

На этих Играх впервые стали награждать трёх лучших спортсменов, а не двух, как на двух предыдущих Олимпиадах. Победителям соревнования вручалась золотая медаль, спортсменам, занявшим вторые места серебряные, а участникам, ставшими третьими, бронзовые.
| Место           | Страна            | Золото | Серебро | Бронза | Всего |
| --------------- | ----------------- | ------ | ------- | ------ | ----- |
| 1               | США*              | 77     | 79      | 78     | 234   |
| 2               | Германия          | 4      | 5       | 6      | 15    |
| 3               | Канада            | 4      | 1       | 1      | 6     |
| 4               | Куба              | 3      | 0       | 0      | 3     |
| 5               | Венгрия           | 2      | 1       | 1      | 4     |
| 6               | Норвегия          | 2      | 0       | 0      | 2     |
| 7               | Австрия           | 1      | 1       | 1      | 3     |
| 8               | Великобритания    | 1      | 1       | 0      | 2     |
| 9               | Швейцария         | 1      | 0       | 2      | 3     |
| 10              | Греция            | 1      | 0       | 1      | 2     |
| 11              | Смешанная команда | 1      | 0       | 0      | 1     |
| 12              | Австралия         | 0      | 3       | 1      | 4     |
| 13              | Франция           | 0      | 1       | 0      | 1     |
| Всего стран: 13 | Всего стран: 13   | 97     | 92      | 91     | 280   |

### Лидеры среди спортсменов

#### По числу медалей
| Обладатели пяти и более медалей |                              |        |         |        |       |
| Место                           | Страна                       | Золото | Серебро | Бронза | Всего |
| 1                               | Антон Хейда (USA)            | 5      | 1       | 0      | 6     |
| 2                               | Джордж Эйсер (USA)           | 3      | 2       | 1      | 6     |
| 3                               | Бартон Даунинг (USA)         | 2      | 3       | 1      | 6     |
| 4                               | Маркус Харли (USA)           | 4      | 0       | 1      | 5     |
| 5                               | Чарльз Дэниельс              | 3      | 1       | 1      | 5     |
| 6                               | Альбертсон Ван Зо Пост (USA) | 2      | 1       | 2      | 5     |
| 7                               | Уильям Мерц (USA)            | 0      | 1       | 4      | 5     |

#### По числу золотых медалей
| Обладатели трёх и более золотых медалей |                       |        |         |        |       |
| Место                                   | Страна                | Золото | Серебро | Бронза | Всего |
| 1                                       | Антон Хейда (USA)     | 5      | 1       | 0      | 6     |
| 2                                       | Маркус Харли (USA)    | 4      | 0       | 1      | 5     |
| 3                                       | Джордж Эйсер (USA)    | 3      | 2       | 1      | 6     |
| 4                                       | Чарльз Дэниэльс (USA) | 3      | 1       | 1      | 5     |
| 5                                       | Джим Лайтбоди (USA)   | 3      | 1       | 0      | 4     |
| 6                                       | Рамон Фонст (CUB)     | 3      | 0       | 0      | 3     |
| 6                                       | Арчи Хан (USA)        | 3      | 0       | 0      | 3     |
| 6                                       | Матильда Хауэлл (USA) | 3      | 0       | 0      | 3     |
| 6                                       | Гарри Хиллман (USA)   | 3      | 0       | 0      | 3     |
| 6                                       | Рей Юри (USA)         | 3      | 0       | 0      | 3     |